# Francesca Cifuentes de Heredia
Francesca Cifuentes (circa 1576) è stata una nobile italiana.
Figlia di Melchiorra Imbarbara Crispo e di Luca Cifuentes de Heredia, che aveva ottenuto il feudo di Alia in provincia di Palermo nel 1557, sposò il 26 luglio 1596 Pietro IV Celestri. Il marito ricoprì durante la sua breve vita importanti cariche: fu infatti marchese cavaliere di San Giacomo, marchese di Santa Croce, deputato del Regno di Sicilia e principe dei cavalieri d'armi di Palermo, superiore della carità, conservatore del regio patrimonio e pretore di Palermo, deputato e pari del regno nel 1606-1608 e 1612-1614.
Nel 1615 Francesca Cifuentes chiese al re Filippo III di Spagna la licenza di poter popolare Alia anche se a causa della morte del marito e del re l'attuazione del decreto avvenne solo nel 1623. Fu con questa licentia populandi che Alia nacque come paese.